# Elman R. Service
Elman R. Service, född 1915, död 1996, var en amerikansk kulturantropolog, särskilt känd för sina studier av kulturell evolution och för sin klassifikation av samhällen i stammar, hövdingadömen och stater, en indelning han själv emellertid senare avvek från. Av hans böcker märks bland andra Primitive Social Organization (1962).